# László Kutas
Dans le nom hongrois Kutas László, le nom de famille précède le prénom, mais cet article utilise l’ordre habituel en français László Kutas, où le prénom précède le nom.
László Kutas, né le 17 avril 1936 à Budapest et mort le 12 septembre 2023, est un sculpteur hongrois.

## Galerie

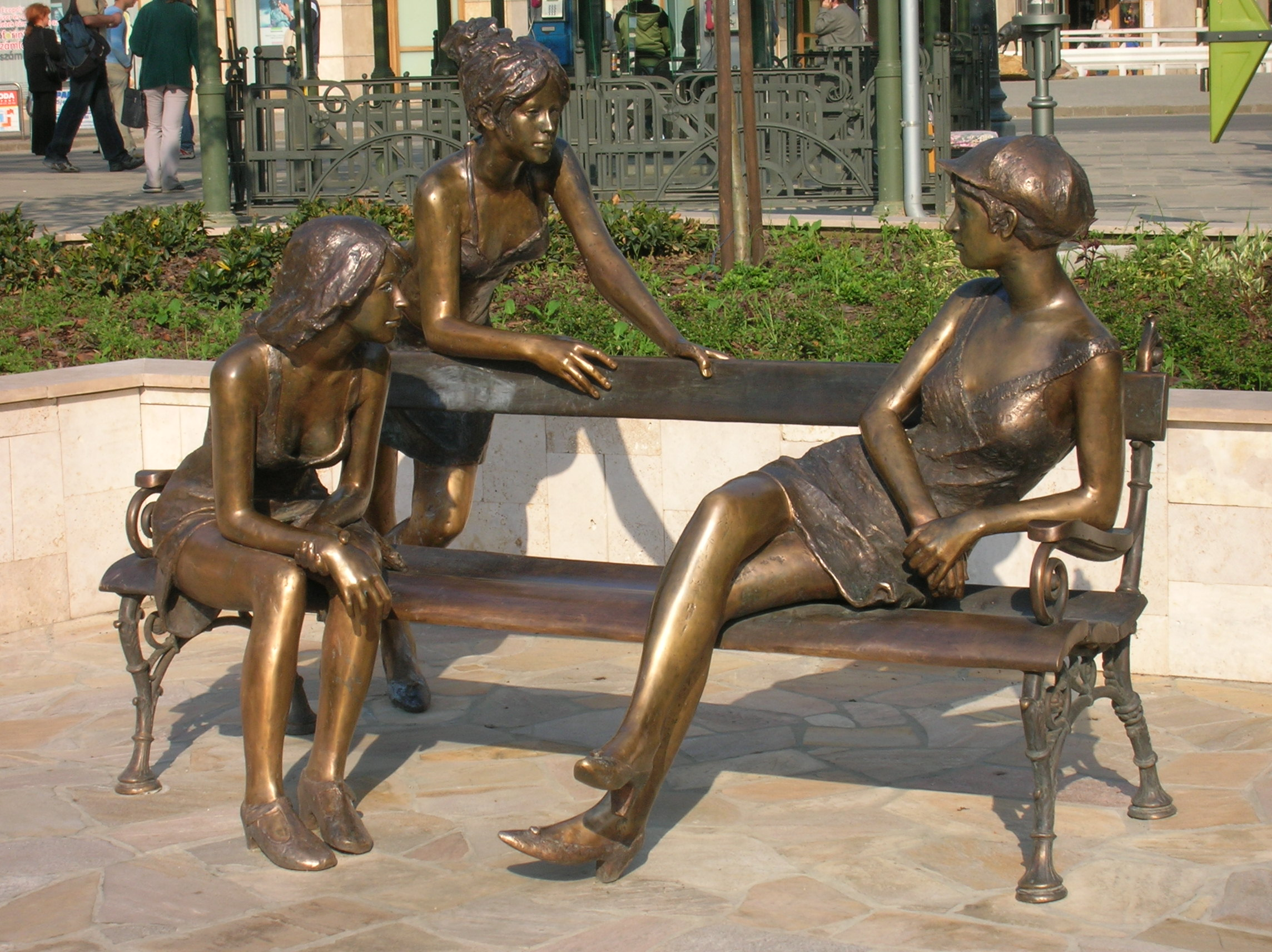
Les Filles de Miskolc.
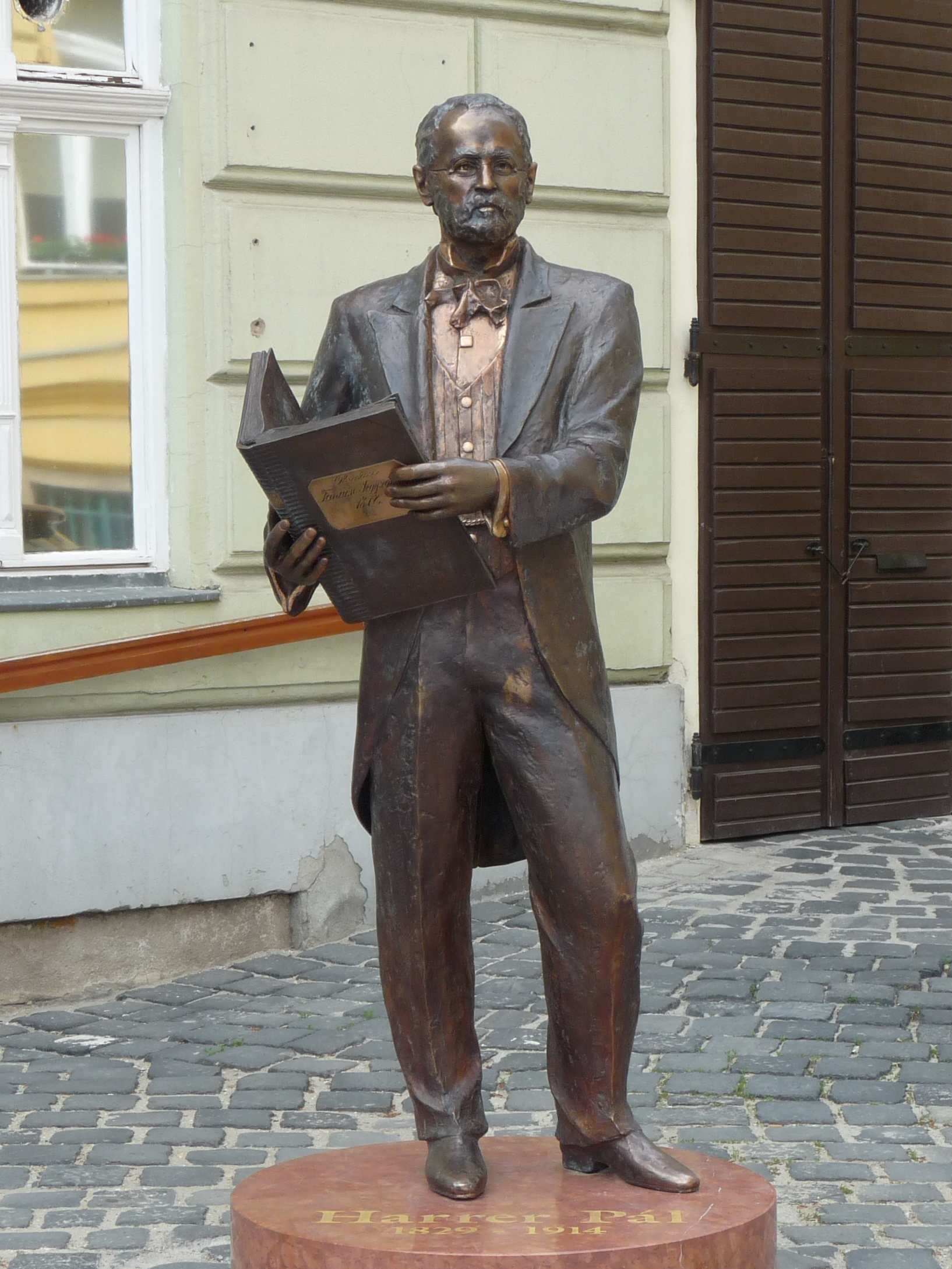
Statue de Pál Harrer (hu).
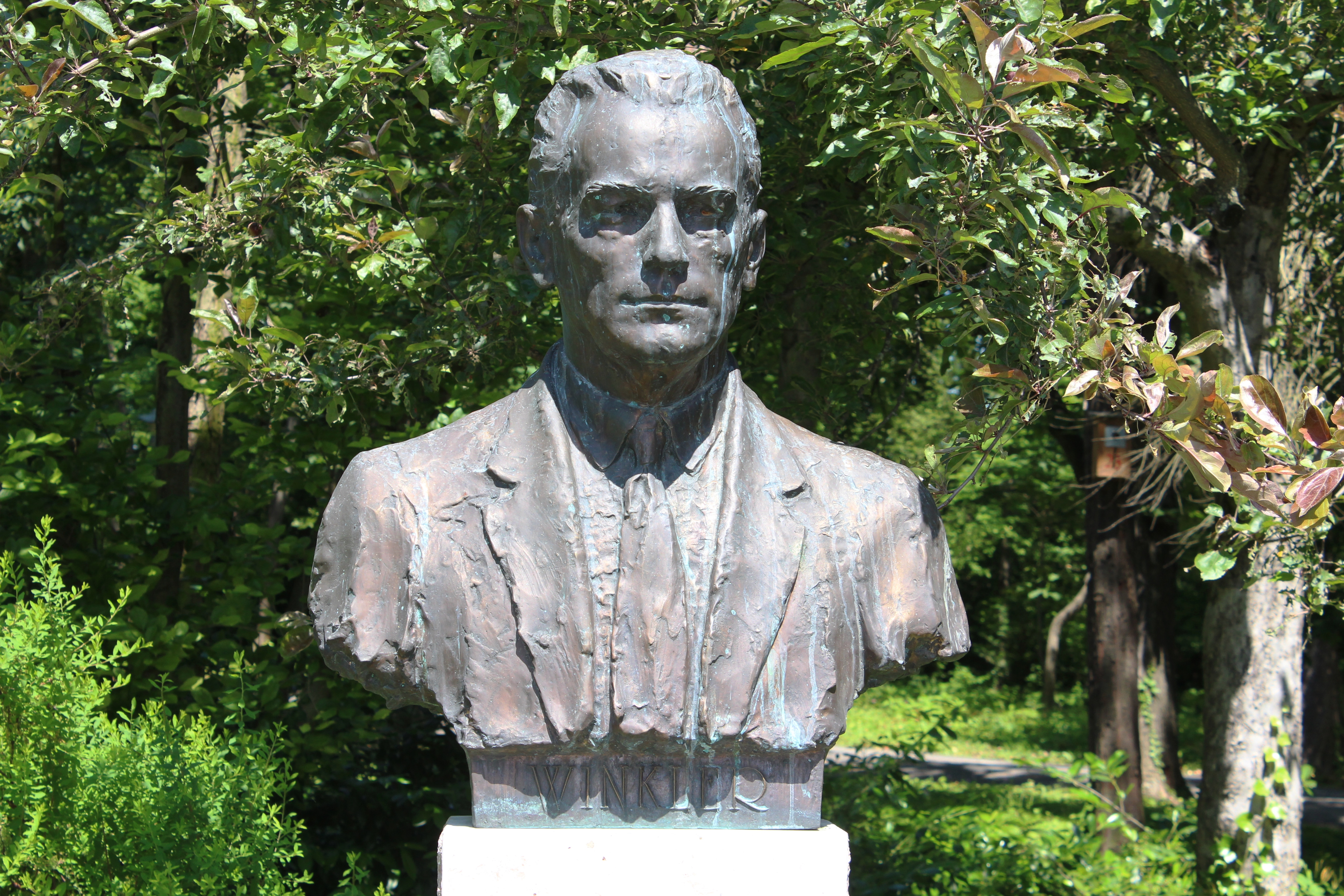
Buste d'Oszkár Winkler.
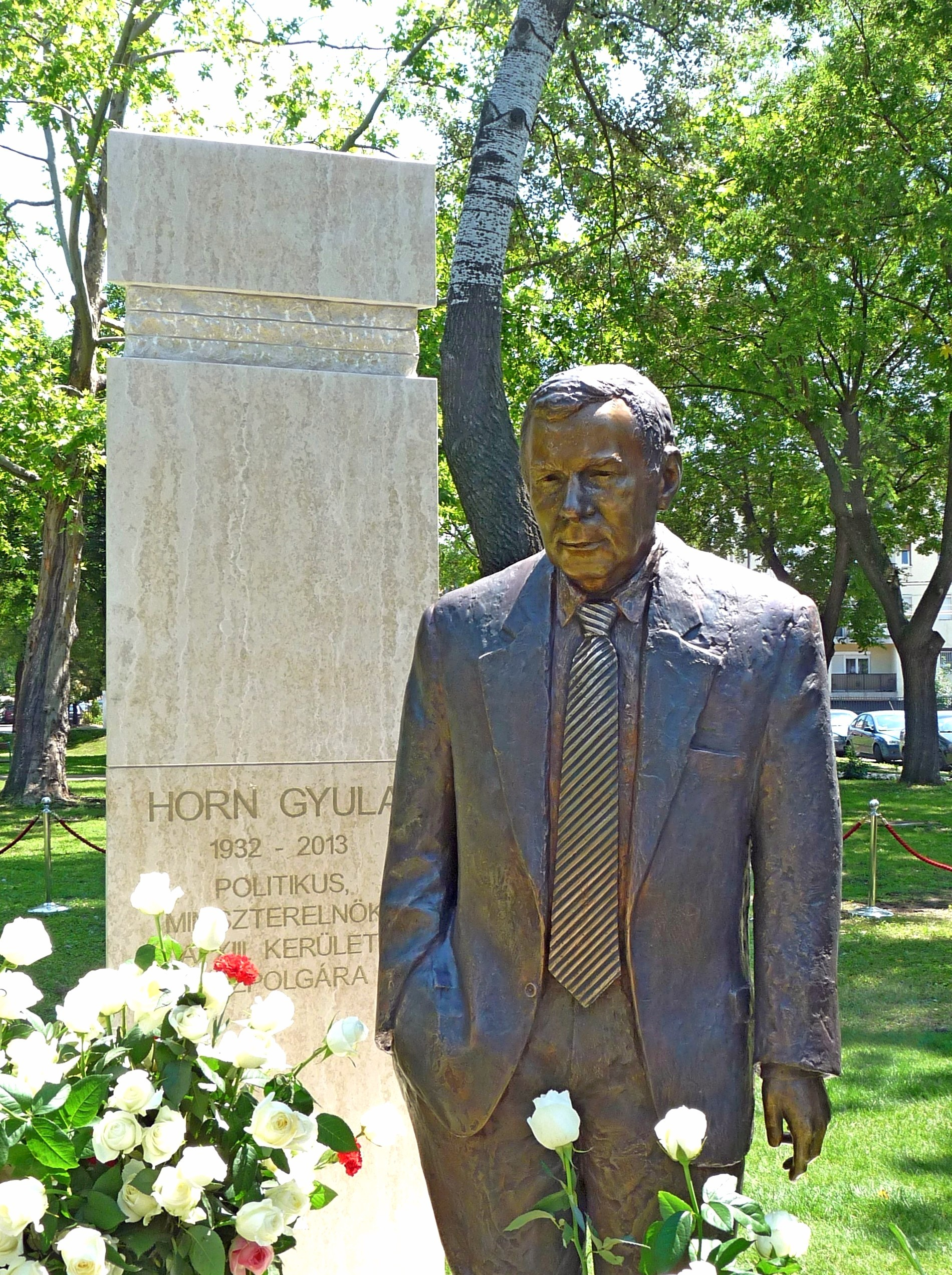
Statue de Gyula Horn.